# SK Vorwärts Steyr
El SK Vorwärts Steyr es un equipo de fútbol de Austria que juega en la Regionalliga Mitte, la tercera liga de fútbol más importante del país.

## Historia

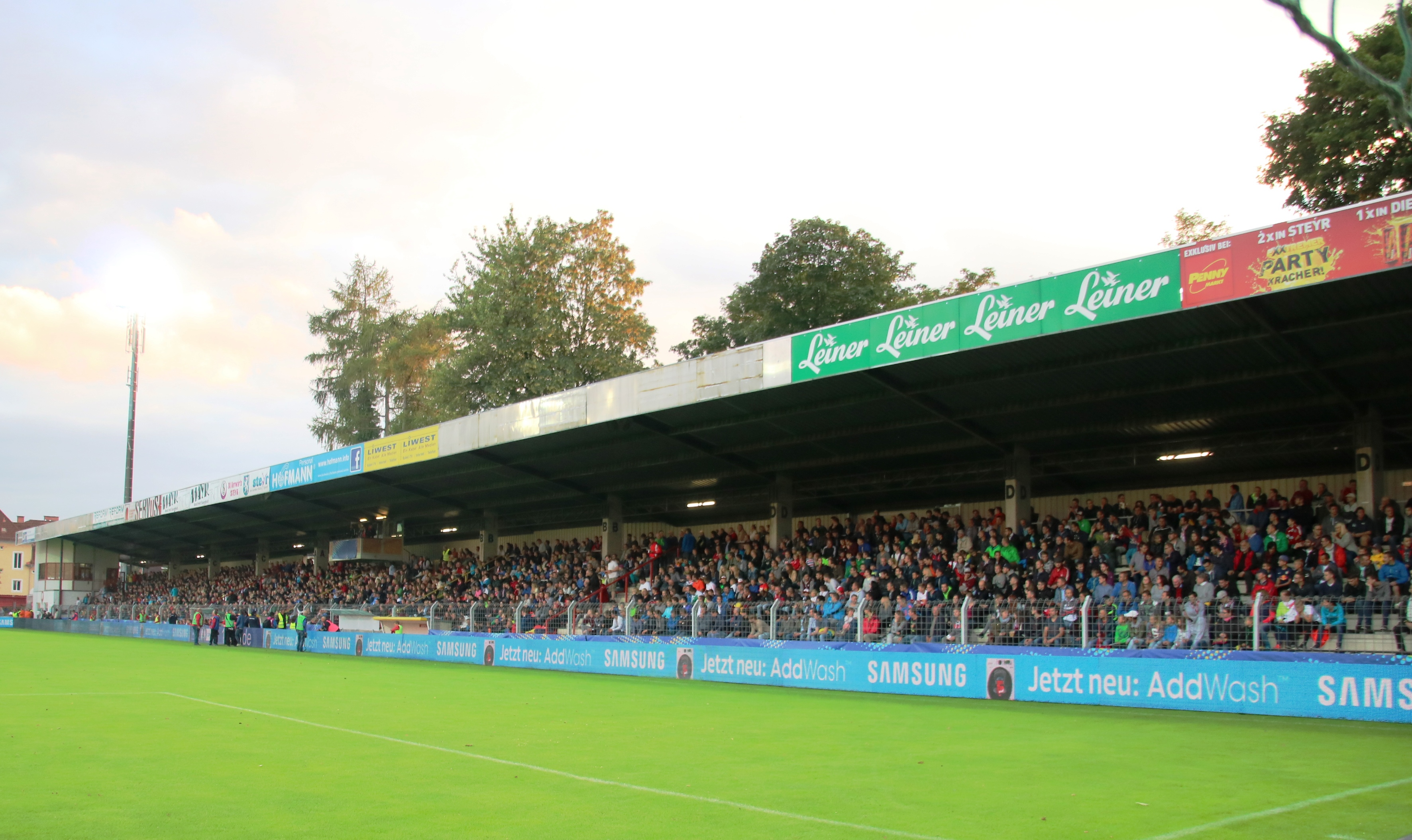
Vorwärts-Stadion.

Fue fundado en el año 1919 en la ciudad de Steyr con el nombre Steyrer Fußballklub Vorwärts y ha jugado en la Bundesliga de Austria en 11 temporadas.
En el año 2009 el equipo se declaró en bancarrota, pero retornó 2 años después en las divisiones más bajas del fútbol de Austria.

## Palmarés
- Landesliga: 1

2012-13

## Jugadores

### Jugadores destacados
- Oleg Blokhin
- Elvir Rahimić
- Ronald González

## Participación en competiciones europeas
| Temporada | Competición   | Ronda    | Club                | Cómputo global | Ida     | Vuelta |
| --------- | ------------- | -------- | ------------------- | -------------- | ------- | ------ |
| 1991      | Copa Mitropa  | Grupo A  | Torino Calcio       | 0-1            | 0-1 (F) |        |
| 1991      | Copa Mitropa  | Grupo A  | Veszprémi LC        | 2-2            | 2-2 (C) |        |
| 1995      | Intertoto Cup | Grupo 12 | Eintracht Frankfurt | 2-1            | 2-1 (F) |        |
| 1995      | Intertoto Cup | Grupo 12 | Spartak Plovdiv     | 2-0            | 2-0 (C) |        |
| 1995      | Intertoto Cup | Grupo 12 | Iraklis Salonica    | 3-0            | 3-0 (C) |        |
| 1995      | Intertoto Cup | Grupo 12 | FK Panerys Vilnius  | 1-1            | 1-1 (F) |        |
| 1995      | Intertoto Cup | 1/8      | RC Strasbourg       | 0-4            | 0-4 (F) |        |